# Мадей Ірина
Мадей Ірина,  також Мадей Ірена (нар. 6 серпня 1950, Львів, Українська РСР) — сучасна  українська та австралійська художниця. Активна діячка української діаспори Австралії.

## Біографія
Народилась Мадей Ірина (Ірена)  6 серпня 1950 року у Львові. У 1972 році закінчила Львівський інститут прикладного та декоративного мистецтва (викладачі - В. Овсійчук, Р. Сельський, З. Флінта).
У 1978 р. емігрувала разом з родиною до Австралії. Працювала у Сіднеї на керамічній фабриці (1980) та менеджером фабрики «Studio Anna Australia». З 1982 р. – реставратор Австралійського музею.
Основні галузі – станкова і монументальна художня кераміка. Учасниця художніх виставок з кін. 1960-х рр. Персональні виставки проходять у Мельбурні (1979 р.), Сіднеї (2000 р., 2005 р.).
Проілюструвала у 1988 р. абетку для українських дітей Австралії. Створила монумент до 1000-ліття хрещення України-Русі у 1988 р.
Авторка багатьох станкових робіт для інтер’єрів – керамічних пластів із мотивами квітів, птахів і вписаних у коло облич, керамічних ваз із квітами, декоративних тарелей на українську, історичну і релігійну тематику. Основні мотиви – маки, сюжети українських та австралійських народних мистецтв.

## Творчість[1]

### Декоративні тарелі
- 1980-ті р. –  «Маки»
- 1980-ті р. –  «Профіль»
- 1990-ті р. –  «Спомин про Україну»
- 2000-ні р.  –  «Тарас Шевченко»
- 2000-ні р.  –  «Мотиви австралійських аборигенів»

### Декоративно-керамічна композиція
- 1990-ті р. –   «Маки»

### Декоративний пласт
- 2013 р. –  «Кенгуру»